# Grand Prix Circuit (videójáték)
A Grand Prix Circuit egy autóverseny szimulátor videójáték, melyet a Distinctive Software fejlesztett és az Accolade adott ki 1988 és 1990 között több számítógép-platformra.

## Játékmenet
Legelőször a verseny típusát kell kiválasztani, mely lehet gyakorlás (PRACTICE), sima verseny (SINGLE RACE) vagy világbajnoki futam (CHAMPIONSHIP CIRCUIT). Célszerű a gyakorlással kezdeni, ahol a játék irányítását lehet elsajátítani, majd ezután érdemes rátérni a tényleges versenyzésre egy adott futamon vagy egy teljes versenyszezonban. A sima verseny és a versenyszezon kvalifikációval indul, mely alapján kerül a rajthely besorolásra.
A játék nyolc pályát tartalmaz (Brazília (São Paulo), Anglia (Silverstone), Monaco, Németország (Hockenheim), Kanada (Montréal), Olaszország (Monza), Detroit, Japán (Suzuka)) és a játékosok háromféle versenyautóból választhatnak, melyek:
1. McLaren MP4/4 (Honda 1.5L V6 turbó - 790 LE (589 kW))
2. Williams FW12C (Renault 3.5L V10 - 735 LE (548 kW))
3. Ferrari F1/87/88C (Ferrari 3.5L V12 - 680 LE (507 kW))

A kiválasztott versenyautót a joystickkal, illetve billentyűzettel lehet irányítani. A váltás manuálisan történik, melynek begyakorlása időbe telik még egy autóverseny játék fanatikusnak is. A pályák igyekeznek hűek lenni a valóságbeli versenypályákhoz, így például a monacoi pályán áthaladhatunk az ismert alagúton is. Érdekesség, hogy a visszapillantó tükrök nem csak dekorációként szolgálnak, hanem valós funkciójukban működnek, mely hasznos tud lenni a verseny során.

## Fogadtatás
| Összegzőoldal | Értékelés |
| ------------- | --------- |
| Moby Score    | 7.2       |

| Szerző                   | Értékelés   |
| ------------------------ | ----------- |
| ACE                      | 86% (DOS)   |
| Aktueller Software Markt | 87% (C64)   |
| Amiga Computing          | 89% (Amiga) |
| Your Sinclair            | 73% (ZX)    |
| Zzap!64                  | 80% (C64)   |

A Computer Gaming World ismertetőjében vegyes érzéseinek adott hangot a játék vezérlésével kapcsolatban. A kormányzás, gyorsítás, sebességváltás folyamatos együttes végzése annyi időt vesz igénybe, hogy az ismertető írója végül egy barátját kérte meg a váltásra. Azt azért megjegyezték, hogy miután sikerült úrrá lenni az autó kezelésén, egészen jó lett a játék.
1991-re mintegy 100.000 darabot adtak el a játékból.